# Фейсал аль-Файез
Фейсал аль-Файез или Фейсал аль-Фаиз (араб. فيصل الفايز‎; род. 20 декабря 1952, Амман) — премьер-министр Иордании с 25 октября 2003 по 6 апреля 2005 года.
Учился в Великобритании (Cardiff University) и США (Бостонский университет). С 1979 по 1983 год был консулом в посольстве Иордании в Брюсселе. Работал на разных постах в министерстве обороны. До назначения премьер-министром возглавлял министерство по делам королевского двора. Женат, имеет троих детей.